# Aglaonice
(Giuseppe Ricchino Malatesta, Corpus omnium veterum poetarum Latinorum cum eorundem italica versione, 1752, p. 384)
Aglaonice, nota anche come Aglaonike o Aganice (in greco antico: Ἀγλαονίκη?, Aglaoníkē; Tessaglia, IV secolo a.C. oppure II/I secolo a.C. – ...), è stata un'astronoma greca antica, forse la prima di cui abbiamo notizia.

## Biografia
Negli scritti di Plutarco e in uno scolio ad Apollonio Rodio viene citata come figlia di Egetore (o Egemone) di Tessaglia. Visse a Lamia, paese poi inglobato da Tessaglia. Aveva conoscenze astronomiche ed era in grado di predire le eclissi lunari: secondo Plutarco fece credere di essere lei stessa con l'arte magica a nascondere la luna; si credeva che la facesse scendere per ritrovare l'amante Endimione e veniva chiamata strega, a capo delle Baccanti. Secondo il razionalizzante Plutarco si limitava a sfruttare le sue conoscenze astronomiche per far credere alle altre donne di possedere poteri sovrannaturali.
Ne nacque un proverbio greco "Voi attraete la Luna in vostro svantaggio", forse perché ne venne riconosciuta la frode e ne venne derisa per la pretesa di essere chiamata maga; o perché forse assumeva comportamenti non compatibili al tempo con l'ideologia femminile, supponendo che venisse castigata dagli dei per la sua temerarietà e fatta soffrire quindi di molte sventure.
Sulla base di questa notizie l'astronomo inglese Bicknell ha ritenuto che la si debba collocare tra il III a.C. (l'epoca in cui i babilonesi raggiunsero la conoscenza astronomica necessaria per prevedere le eclissi lunari) e il I d.C. (prima di Plutarco). Avvalendosi di alcune testimonianze antiche Bicknell ipotizza inoltre una fase in cui si verificarono eclissi lunari particolarmente scure, tra II e I a.C., ed è nel contesto di questa che Aglaonice avrebbe vissuto e operato.
A Aglaonice è intitolato il cratere omonimo situato sulla superficie di Venere.